# Jan Eliasson

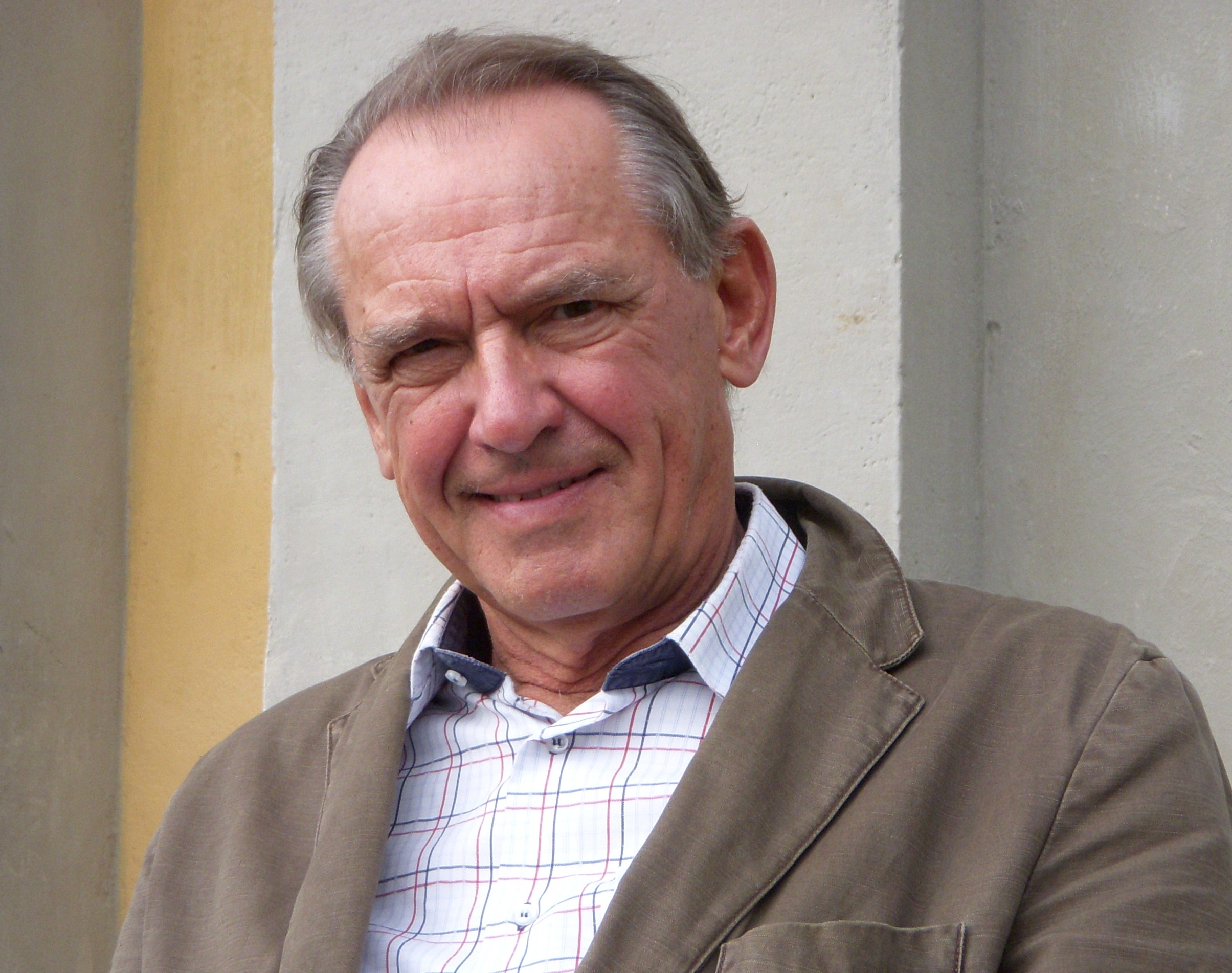
Jan Eliasson im Oktober 2011

Jan Eliasson (* 17. September 1940 in Göteborg) ist ein schwedischer Diplomat und sozialdemokratischer Politiker. Er war zwischen dem 24. April und dem 6. Oktober 2006 Außenminister Schwedens und von September 2005 bis September 2006 Präsident der 60. Sitzungsperiode der UN-Vollversammlung. Vom 1. Juli 2012 bis 1. Januar 2017 war er stellvertretender UN-Generalsekretär.

## Biografie
Jan Eliasson studierte 1957 und 1958 als Austauschstudent in Indiana und machte 1962 seinen Abschluss an der schwedischen Marineakademie. 1965 erhielt er den Master-Abschluss der Handelshochschule der Universität Göteborg.
Nach seinem Studium begann Eliasson seine Laufbahn im Außenministerium des Königreichs Schweden und wirkte zwischen 1982 und 1983 als Berater des Ministerpräsidenten Olof Palme. 1983 bis 1987 diente er als Generalsekretär für politische Angelegenheiten im schwedischen Außenministerium.
Bereits 1980 war Eliasson Mitglied einer UNO-Mission, die im Krieg zwischen dem Iran und dem Irak vermitteln sollte. In dieser Eigenschaft arbeitete er bis 1986. 1988 bis 1992 war er Ständiger Vertreter Schwedens bei den Vereinten Nationen in New York City, wobei er auch als persönlicher Repräsentant des Generalsekretärs der Vereinten Nationen in den Angelegenheiten Iran/Irak diente.

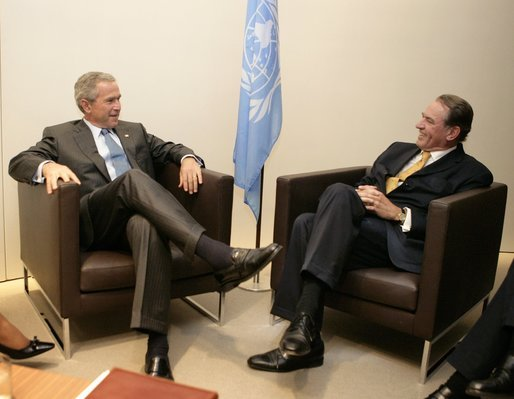
Eliasson (rechts) mit George W. Bush im September 2005

1991 diente Eliasson als Leiter der Arbeitsgruppe der UN-Vollversammlung zu Fragen der Gefahrenabwendung (Emergency Relief) und Vizepräsident der ECOSOC (1991–92). 1992 wurde er auch der erste Untersekretär (Under Secretary) für Humanitäre Angelegenheiten der Vereinten Nationen. In dieser Eigenschaft war er in Missionen in Somalia, Sudan, Mosambik und auf dem Balkan unterwegs. Er engagierte sich auch gegen den Einsatz von Landminen.
Zwischen 1994 und 1999 diente Eliasson als Staatssekretär in schwedischen Außenministerium. In dieser Zeit erarbeitete er einen Handlungsplan für präventive Krisenbewältigung, der später auf den Balkan angewandt wurde. Seit 2000 war er Botschafter Schwedens in den USA in Washington, D.C.
Am 13. Juni 2005 wurde Eliasson einstimmig zum künftigen Präsidenten der UN-Vollversammlung gewählt. Er nahm diese Funktion am 17. September 2005 während der Eröffnung der Sitzungsrunde der Vollversammlung auf.
Jan Eliasson engagiert sich für eine „Veto-freie Kultur“ in den Vereinten Nationen: Neue permanente Mitglieder des Weltsicherheitsrats sollen kein Vetorecht mehr erhalten, die bisherigen Veto-Mächte sollen ihres nur noch in Ausnahmefällen nutzen, z. B. wenn es gilt, Völkermord zu stoppen.
Am 27. März 2006 wurde er als Nachfolger der zurückgetretenen Laila Freivalds zum Außenminister Schwedens ernannt. Er übernahm diesen Posten am 24. April 2006, behielt aber sein Amt bei den Vereinten Nationen noch bis September. Nachdem die Sozialdemokraten im September 2006 die Wahl verloren hatten, übergab Eliasson die Amtsgeschäfte an Carl Bildt von der Moderata samlingspartiet.
Ab Dezember 2006 war Eliasson UN-Sondergesandter für Darfur.

## Auszeichnungen
- 1997: Großes Goldenes Ehrenzeichen am Bande für Verdienste um die Republik Österreich[1]
- 2006: Ehrendoktorwürde der Universität Uppsala